# Şeytan
Şeytan (lett. "Satana") è un film horror del 1974 diretto da Metin Erksan. È stato girato come la copia del famoso film del 1973 L'esorcista diretto da William Friedkin, in quanto la trama ha similarità con lo stesso film di Friedkin.
Il film è inedito in Italia.

## Trama
Una dodicenne di nome Gül, che vive assieme a sua madre in un'accogliente vita di alta società a Istanbul viene posseduta dallo stesso Satana attraverso una tavola ouija. Uno psichiatra e un esorcista esperto diventano l'unica speranza di salvezza per la ragazza.